# Hitomi no screen
Hitomi no screen (瞳のスクリーン?, Hitomi no sukurīn) è un brano musicale della boy band giapponese Hey! Say! JUMP, pubblicato come loro quinto singolo il 24 febbraio 2010. Il singolo ha raggiunto la vetta della classifica Oricon dei singoli più venduti in Giappone ed ha venduto 250 206 copie. Il brano è stato inoltre usato come sigla del dorama Hidarime Tantei Eye con lo stesso Ryōsuke Yamada che interpreta il ruolo del protagonista, affiancato da Yū Yokoyama.

## Tracce
Edizione regolare
1. Hitomi no screen
2. Kagayaki Days
3. Romeo and Juliet
4. Hitomi no screen (Instrumental)
5. Kagayaki Days (Instrumental)
6. Romeo and Juliet (Instrumental)

Edizione limitata
CD
1. Hitomi no screen
2. Kagayaki Days

DVD
1. Hitomi no screen (PV)
2. Making of

## Classifiche
| Classifica (2012)                  | Posizione più alta |
| ---------------------------------- | ------------------ |
| Giappone (Oricon)                  | 1                  |
| Giappone (Billboard Japan Hot 100) | 1                  |